# Microsoft Office 2016
Microsoft Office 2016 (codinome Office 16) é uma versão do pacote de produtividade Microsoft Office, sucedendo o Office 2013 e o Office para Mac 2011. Ele foi lançado no macOS em 9 de julho de 2015 e no Microsoft Windows em 22 de setembro de 2015 para assinantes do Office 365. O suporte base termina em 13 de Outubro de 2020, e o suporte estendido termina em 14 de outubro de 2025. A versão perpetuamente licenciada no macOS e no Windows foi lançada em 22 de setembro de 2015.

## Edições

### Edições tradicionais
Como nas versões anteriores, o Office 2016 é disponibilizado em várias edições distintas voltadas para diferentes mercados. Todas as edições tradicionais do Microsoft Office 2016 contêm o Word, o Excel, o PowerPoint e o OneNote e são licenciadas para uso em um computador.
Cinco edições tradicionais do Office 2016 foram lançadas para o Windows:
- Home & Student: Esta suite de varejo inclui apenas os aplicativos principais.[13]
- Home & Business: Esta suite de varejo inclui os aplicativos principais e o Outlook.[13]
- Standard: Esta suite, disponível apenas através de canais de licenciamento por volume, inclui os aplicativos principais, mais o Outlook e o Publisher.[15]
- Professional: Esta suite de varejo inclui os aplicativos principais, mais o Outlook, o Publisher e o Access.[13]
- Professional Plus: este pacote, disponível somente por meio de canais de licenciamento por volume, inclui os principais aplicativos, mais o Outlook, o Publisher, o Access e o Skype for Business.[15]

Três edições tradicionais do Office 2016 foram lançadas para o Mac:
- Home & Student: Esta suite de varejo inclui apenas os aplicativos principais.[14]
- Home & Business: Esta suite de varejo inclui os aplicativos principais e o Outlook.[14]
- Standard: Esta suite, disponível apenas através de canais de licenciamento por volume, inclui os aplicativos principais e o Outlook.[15]

### Office 365
Os serviços de assinatura do Office 365, que antes eram voltados para usuários empresariais, foram expandidos para o Office 2016 para incluir novos planos destinados ao uso doméstico. As assinaturas permitem o uso dos aplicativos do Office 2016 por vários usuários usando um modelo de software como serviço. Estão disponíveis planos diferentes para o Office 365, alguns dos quais também incluem serviços de valor agregado, como 1 TB de armazenamento do OneDrive e 60 minutos de Skype por mês no plano Home Premium.

## Design
O design da interface do usuário do Office 2016 para Windows está relativamente inalterado em relação ao seu antecessor, o Microsoft Office 2013. Ele mantém o design plano que foi introduzido junto com a linguagem de design Metro, embora com algumas modificações no layout, a fim de estar em conformidade com o design do Microsoft Office Mobile. Quando o Office 2016 foi lançado, ele veio com três temas. O tema padrão, conhecido como "colorido", apresenta uma cor sólida na faixa superior da faixa de opções, correspondente à cor do aplicativo do Office que está sendo usado; por exemplo, um azul escuro sólido aparece com destaque no Microsoft Word. O tema foi descrito como útil para tornar os títulos das abas mais distintos. Além disso, os temas "branco" e "cinza escuro" do Office 2013 também estão disponíveis, embora nenhum novo plano de fundo tenha sido adicionado, nem nenhum plano de fundo existente tenha sido removido. Um quarto tema "preto" foi adicionado como parte de uma atualização em janeiro de 2016. A atualização não foi liberada para os usuários das edições tradicionais.